# Оппланн
О́ппланн (норв. Oppland) — бывшая норвежская губерния (фюльке). С 1 января 2020 года объединена с фюльке Хедмарк в новую фюльке — Иннландет. Была расположена в западной части Эстланна (Восточной Норвегии) и являлась одной из двух норвежских фюльке, не имевших выхода к морю (второй была фюльке Хедмарк). Административным центром являлся город Лиллехаммер. Граничила с фюльке Мёре-ог-Ромсдал, Сёр-Трёнделаг, Согн-ог-Фьюране, Хедмарк, Бускеруд, Осло и Акерсхус.

## Административно-территориальное деление

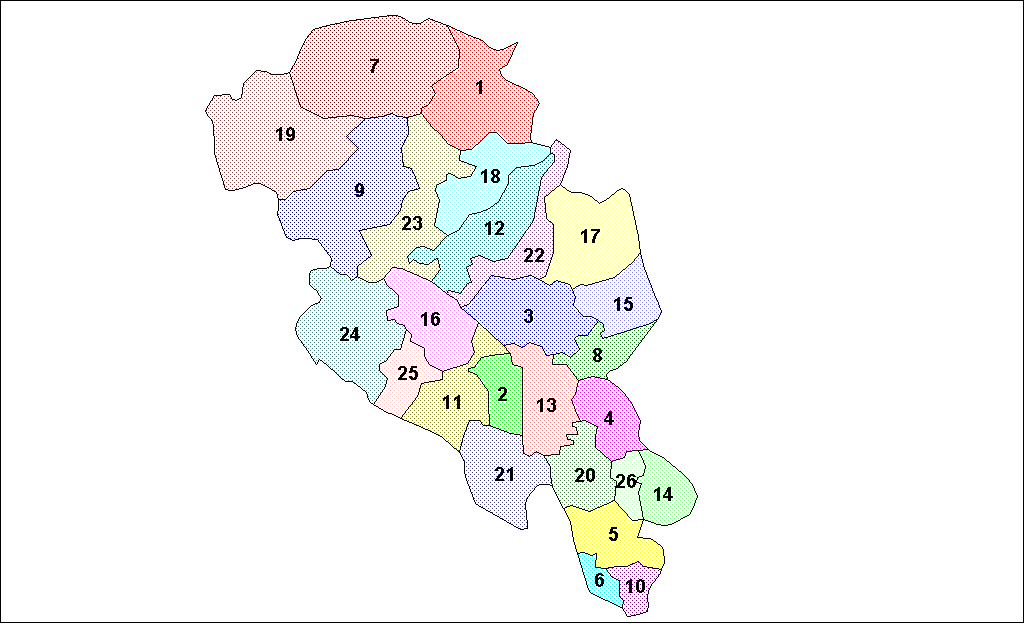
Коммуны фюльке О́ппланн

В фюльке Оппланн входили следующие коммуны:
- Ванг
- Вестре-Слидре
- Вестре-Тутен
- Вого
- Гёусдал
- Гран
- Довре
- Евнакер
- Йёвик
- Леша
- Лиллехаммер
- Лом
- Луннер
- Нурре-Ланн
- Нур-Фрон
- Нур-Эурдал
- Рингебу
- Сель
- Сённре-Ланн
- Сёр-Фрун
- Сёр-Эурдал
- Шок
- Эйер
- Эйстре-Слидре
- Эстре-Тутен
- Этнедал